# 1997–1998-as UEFA-bajnokok ligája (csoportkör)
Az 1997–1998-as UEFA-bajnokok ligája csoportkörének mérkőzéseit 1997. szeptember 17. és december 10. között játszották le.
A csoportkörben 24 csapat vett részt, a sorsoláskor hat darab négycsapatos csoportot képeztek. A csoportokban a csapatok körmérkőzéses, oda-visszavágós rendszerben mérkőztek meg egymással. A csoportok első  helyezettjei, valamint a két legjobb második helyezett az egyenes kieséses szakaszba jutott. A többi csapat kiesett.

## Csoportok
Az időpontok helyi idő szerint értendők.

### A csoport
| Hely. | Csapat            | M | Gy | D | V | G+ | G– | Gk  | P  | Továbbjutás                                |     | DOR | PRM | SPP | GAL |
| ----- | ----------------- | - | -- | - | - | -- | -- | --- | -- | ------------------------------------------ | --- | --- | --- | --- | --- |
| 1.    | Borussia Dortmund | 6 | 5  | 0 | 1 | 14 | 3  | +11 | 15 | Továbbjutott az egyenes kieséses szakaszba |     | —   | 2–0 | 4–1 | 4–1 |
| 2.    | Parma FC          | 6 | 2  | 3 | 1 | 6  | 5  | +1  | 9  |                                            |     | 1–0 | —   | 2–2 | 2–0 |
| 3.    | Sparta Praha      | 6 | 1  | 2 | 3 | 6  | 11 | −5  | 5  |                                            | 0–3 | 0–0 | —   | 3–0 |     |
| 4.    | Galatasaray       | 6 | 1  | 1 | 4 | 4  | 11 | −7  | 4  |                                            | 0–1 | 1–1 | 2–0 | —   |     |

| 1997. szeptember 17. 21:45 |

| Galatasaray | 0–1               | Borussia Dortmund |
| ----------- | ----------------- | ----------------- |
|             | (0–0) Jegyzőkönyv | Chapuisat 74'     |

| Ali Sami Yen Stadium, Isztambul Nézőszám: 23 000 Játékvezető: José María García-Aranda (spanyol) |

| 1997. szeptember 17. 20:45 |

| Sparta Praha | 0–0         | Parma |
| ------------ | ----------- | ----- |
|              | Jegyzőkönyv |       |

| Letná Stadium, Prága Nézőszám: 20 000 Játékvezető: Dick Jol (holland) |

| 1997. október 1. 20:45 |

| Parma                  | 2–0               | Galatasaray |
| ---------------------- | ----------------- | ----------- |
| Sensini 24' Crespo 39' | (2–0) Jegyzőkönyv |             |

| Stadio Ennio Tardini, Parma Nézőszám: 5922 Játékvezető: Serge Muhmenthaler (svájci) |

| 1997. október 1. 20:45 |

| Borussia Dortmund                           | 4–1               | Sparta Praha |
| ------------------------------------------- | ----------------- | ------------ |
| Herrlich 20' Chapuisat 59' 75' Heinrich 69' | (1–0) Jegyzőkönyv | Siegl 79'    |

| Westfalenstadion, Dortmund Nézőszám: 42 000 Játékvezető: Vítor Melo Pereira (portugál) |

| 1997. október 22. 20:45 |

| Parma      | 1–0               | Borussia Dortmund |
| ---------- | ----------------- | ----------------- |
| Crespo 62' | (0–0) Jegyzőkönyv |                   |

| Stadio Ennio Tardini, Parma Nézőszám: 13 449 Játékvezető: Gilles Veissière (francia) |

| 1997. október 22. 20:45 |

| Sparta Praha                      | 3–0               | Galatasaray |
| --------------------------------- | ----------------- | ----------- |
| Siegl 34' Gabriel 66' Obajdin 86' | (1–0) Jegyzőkönyv |             |

| Stadion Letná, Prága Nézőszám: 11 100 Játékvezető: David Elleray (angol) |

| 1997. november 5. 20:45 |

| Borussia Dortmund | 2–0               | Parma |
| ----------------- | ----------------- | ----- |
| Möller 50' 75'    | (0–0) Jegyzőkönyv |       |

| Westfalenstadion, Dortmund Nézőszám: 40 000 Játékvezető: Kim Milton Nielsen (dán) |

| 1997. november 5. 21:45 |

| Galatasaray   | 2–0               | Sparta Praha |
| ------------- | ----------------- | ------------ |
| Tugay 58' 86' | (0–0) Jegyzőkönyv |              |

| Ali Sami Yen Stadium, Isztambul Nézőszám: 15 000 Játékvezető: Michel Piraux (belga) |

| 1997. november 27. 20:45 |

| Parma                     | 2–2               | Sparta Praha            |
| ------------------------- | ----------------- | ----------------------- |
| Chiesa 22' 90' (11-esből) | (1–0) Jegyzőkönyv | Novotný 88' Obajdin 89' |

| Stadio Ennio Tardini, Parma Nézőszám: 16 200 Játékvezető: Leif Sundell (svéd) |

| 1997. november 27. 20:45 |

| Borussia Dortmund                 | 4–1               | Galatasaray |
| --------------------------------- | ----------------- | ----------- |
| But 22' Herrlich 34' Zorc 48' 86' | (2–0) Jegyzőkönyv | Penbe 57'   |

| Westfalenstadion, Dortmund Nézőszám: 45 000 Játékvezető: Rune Pedersen (norvég) |

| 1997. december 10. 21:45 |

| Galatasaray | 1–1               | Parma      |
| ----------- | ----------------- | ---------- |
| Ilie 52'    | (0–0) Jegyzőkönyv | Chiesa 47' |

| Ali Sami Yen Stadium, Isztambul Nézőszám: 14 000 Játékvezető: Vágner László (magyar) |

| 1997. december 10. 20:45 |

| Sparta Praha | 0–3               | Borussia Dortmund                 |
| ------------ | ----------------- | --------------------------------- |
|              | (0–1) Jegyzőkönyv | Möller 29' Kirovski 47' Booth 62' |

| Letná Stadium, Prága Nézőszám: 10 925 Játékvezető: Hugh Dallas (skót) |

### B csoport
| Hely. | Csapat            | M | Gy | D | V | G+ | G– | Gk  | P  | Továbbjutás                                |     | MUN | JUV | FEY | KOS |
| ----- | ----------------- | - | -- | - | - | -- | -- | --- | -- | ------------------------------------------ | --- | --- | --- | --- | --- |
| 1.    | Manchester United | 6 | 5  | 0 | 1 | 14 | 5  | +9  | 15 | Továbbjutott az egyenes kieséses szakaszba |     | —   | 3–2 | 2–1 | 3–0 |
| 2.    | Juventus          | 6 | 4  | 0 | 2 | 12 | 8  | +4  | 12 | Továbbjutott az egyenes kieséses szakaszba |     | 1–0 | —   | 5–1 | 3–2 |
| 3.    | Feyenoord         | 6 | 3  | 0 | 3 | 8  | 10 | −2  | 9  |                                            |     | 1–3 | 2–0 | —   | 2–0 |
| 4.    | Košice            | 6 | 0  | 0 | 6 | 2  | 13 | −11 | 0  |                                            | 0–3 | 0–1 | 0–1 | —   |     |

| 1997. szeptember 17. 20:45 |

| Juventus                                                          | 5–1               | Feyenoord                 |
| ----------------------------------------------------------------- | ----------------- | ------------------------- |
| Del Piero 3' 11' (11-esből) Inzaghi 34' Zidane 67' Birindelli 81' | (3–0) Jegyzőkönyv | van Gastel 57' (11-esből) |

| Stadio delle Alpi, Torino Nézőszám: 24 000 Játékvezető: Bernd Heynemann (német) |

| 1997. szeptember 17. 20:45 |

| Košice | 0–3               | Manchester United           |
| ------ | ----------------- | --------------------------- |
|        | (0–1) Jegyzőkönyv | Irwin 30' Berg 61' Cole 88' |

| Všešportový areál, Kassa Nézőszám: 10 000 Játékvezető: Leif Sundell (svéd) |

| 1997. október 1. 19:45 |

| Manchester United                    | 3–2               | Juventus                |
| ------------------------------------ | ----------------- | ----------------------- |
| Sheringham 38' Scholes 69' Giggs 89' | (1–1) Jegyzőkönyv | Del Piero 1' Zidane 90' |

| Old Trafford, Manchester Nézőszám: 53 428 Játékvezető: Antonio Jesús López Nieto (spanyol) |

| 1997. október 1. 20:45 |

| Feyenoord                                     | 2–0               | Košice |
| --------------------------------------------- | ----------------- | ------ |
| van Gastel 25' (11-esből) Cruz 34' (11-esből) | (2–0) Jegyzőkönyv |        |

| Feijenoord Stadium, Rotterdam Nézőszám: 31 500 Játékvezető: Alain Sars (francia) |

| 1997. október 22. 20:45 |

| Košice | 0–1               | Juventus      |
| ------ | ----------------- | ------------- |
|        | (0–1) Jegyzőkönyv | Del Piero 34' |

| Všešportový areál, Kassa Nézőszám: 10 021 Játékvezető: Edgar Steinborn (német) |

| 1997. október 22. 19:45 |

| Manchester United                | 2–1               | Feyenoord |
| -------------------------------- | ----------------- | --------- |
| Scholes 32' Irwin 72' (11-esből) | (1–0) Jegyzőkönyv | Vos 83'   |

| Old Trafford, Manchester Nézőszám: 53 188 Játékvezető: Serge Muhmenthaler (svájci) |

| 1997. november 5. 20:45 |

| Juventus                              | 3–2               | Košice                             |
| ------------------------------------- | ----------------- | ---------------------------------- |
| Del Piero 43' Amoruso 59' Fonseca 61' | (1–0) Jegyzőkönyv | Lyubarskyi 66' Ferrara 71' (öngól) |

| Stadio delle Alpi, Torino Nézőszám: 3505 Játékvezető: Juan Luis Ansuategui Roca (spanyol) |

| 1997. november 5. 20:45 |

| Feyenoord   | 1–3               | Manchester United |
| ----------- | ----------------- | ----------------- |
| Korneev 88' | (0–2) Jegyzőkönyv | Cole 31' 44' 75'  |

| Feijenoord Stadion, Rotterdam Nézőszám: 42 500 Játékvezető: Puhl Sándor (magyar) |

| 1997. november 26. 20:45 |

| Feyenoord    | 2–0               | Juventus |
| ------------ | ----------------- | -------- |
| Cruz 68' 88' | (0–0) Jegyzőkönyv |          |

| Feijenoord Stadion, Rotterdam Nézőszám: 35 000 Játékvezető: Nikolai Levnikov (orosz) |

| 1997. november 27. 19:45 |

| Manchester United                          | 3–0               | Košice |
| ------------------------------------------ | ----------------- | ------ |
| Cole 40' Faktor 85' (öngól) Sheringham 90' | (1–0) Jegyzőkönyv |        |

| Old Trafford, Manchester Nézőszám: 53 535 Játékvezető: Ahmet Çakar (török) |

| 1997. december 10. 20:45 |

| Juventus    | 1–0               | Manchester United |
| ----------- | ----------------- | ----------------- |
| Inzaghi 84' | (0–0) Jegyzőkönyv |                   |

| Stadio delle Alpi, Torino Nézőszám: 47 766 Játékvezető: Gilles Veissière (francia) |

| 1997. december 10. 20:45 |

| Košice | 0–1               | Feyenoord           |
| ------ | ----------------- | ------------------- |
|        | (0–0) Jegyzőkönyv | van Bronckhorst 81' |

| Všešportový areál, Kassa Nézőszám: 2662 Játékvezető: Jorge Monteiro Coroado (portugál) |

### C csoport
| Hely. | Csapat           | M | Gy | D | V | G+ | G– | Gk | P  | Továbbjutás                                |     | DKV | PSV | NEW | BAR |
| ----- | ---------------- | - | -- | - | - | -- | -- | -- | -- | ------------------------------------------ | --- | --- | --- | --- | --- |
| 1.    | Dinamo Kijiv     | 6 | 3  | 2 | 1 | 13 | 6  | +7 | 11 | Továbbjutott az egyenes kieséses szakaszba |     | —   | 1–1 | 2–2 | 3–0 |
| 2.    | PSV Eindhoven    | 6 | 2  | 3 | 1 | 9  | 8  | +1 | 9  |                                            |     | 1–3 | —   | 1–0 | 2–2 |
| 3.    | Newcastle United | 6 | 2  | 1 | 3 | 7  | 8  | −1 | 7  |                                            | 2–0 | 0–2 | —   | 3–2 |     |
| 4.    | FC Barcelona     | 6 | 1  | 2 | 3 | 7  | 14 | −7 | 5  |                                            | 0–4 | 2–2 | 1–0 | —   |     |

| 1997. szeptember 17. 20:45 |

| Newcastle United                | 3–2               | FC Barcelona              |
| ------------------------------- | ----------------- | ------------------------- |
| Asprilla 22' (11-esből) 31' 49' | (2–0) Jegyzőkönyv | Luis Enrique 73' Figo 89' |

| St. James' Park, Newcastle Nézőszám: 36 600 Játékvezető: Pierluigi Collina (olasz) |

| 1997. szeptember 17. 20:45 |

| PSV Eindhoven | 1–3               | Dinamo Kijiv                          |
| ------------- | ----------------- | ------------------------------------- |
| Jonk 40'      | (1–1) Jegyzőkönyv | Maximov 33' Rebrov 46' Shevchenko 90' |

| Philips Stadion, Eindhoven Nézőszám: 27 000 Játékvezető: Rune Pedersen (norvég) |

| 1997. október 1. 20:45 |

| FC Barcelona         | 2–2               | PSV Eindhoven       |
| -------------------- | ----------------- | ------------------- |
| Luis Enrique 60' 73' | (0–0) Jegyzőkönyv | Cocu 70' Møller 86' |

| Camp Nou, Barcelona Nézőszám: 82 000 Játékvezető: Hellmut Krug (német) |

| 1997. október 1. 20:45 |

| Dinamo Kijiv             | 2–2               | Newcastle United                  |
| ------------------------ | ----------------- | --------------------------------- |
| Rebrov 4' Shevchenko 28' | (2–0) Jegyzőkönyv | Beresford 78' Holovko 85' (öngól) |

| Olimpiai Stadion, Kijev Nézőszám: 10 000 Játékvezető: Peter Mikkelsen (dán) |

| 1997. október 22. 20:45 |

| PSV Eindhoven | 1–0               | Newcastle United |
| ------------- | ----------------- | ---------------- |
| Jonk 37'      | (1–0) Jegyzőkönyv |                  |

| Philips Stadion, Eindhoven Nézőszám: 29 200 Játékvezető: Stefano Braschi (olasz) |

| 1997. október 22. 20:45 |

| Dinamo Kijiv                           | 3–0               | FC Barcelona |
| -------------------------------------- | ----------------- | ------------ |
| Rebrov 6' Maximov 32' Kalitvintsev 65' | (2–0) Jegyzőkönyv |              |

| Olimpiai Stadion, Kijev Nézőszám: 10 000 Játékvezető: Markus Merk (német) |

| 1997. november 5. 20:45 |

| Newcastle United | 0–2               | PSV Eindhoven          |
| ---------------- | ----------------- | ---------------------- |
|                  | (0–1) Jegyzőkönyv | Nilis 33' De Bilde 90' |

| St. James' Park, Newcastle Nézőszám: 35 214 Játékvezető: Günter Benkö (osztrák) |

| 1997. november 5. 20:45 |

| FC Barcelona | 0–4               | Dinamo Kijiv                                |
| ------------ | ----------------- | ------------------------------------------- |
|              | (0–3) Jegyzőkönyv | Shevchenko 9' 32' 44' (11-esből) Rebrov 76' |

| Camp Nou, Barcelona Nézőszám: 52 000 Játékvezető: Hugh Dallas (skót) |

| 1997. november 26. 20:45 |

| FC Barcelona | 1–0               | Newcastle United |
| ------------ | ----------------- | ---------------- |
| Giovanni 17' | (1–0) Jegyzőkönyv |                  |

| Camp Nou, Barcelona Nézőszám: 26 000 Játékvezető: Marc Batta (francia) |

| 1997. november 27. 20:45 |

| Dinamo Kijiv | 1–1               | PSV Eindhoven |
| ------------ | ----------------- | ------------- |
| Rebrov 19'   | (1–0) Jegyzőkönyv | De Bilde 65'  |

| Olimpiai Stadion, Kijev Nézőszám: 80 000 Játékvezető: Piero Ceccarini (olasz) |

| 1997. december 10. 20:45 |

| PSV Eindhoven                     | 2–2               | FC Barcelona              |
| --------------------------------- | ----------------- | ------------------------- |
| Abelardo 54' (öngól) De Bilde 56' | (0–1) Jegyzőkönyv | Abelardo 32' Giovanni 66' |

| Philips Stadion, Eindhoven Nézőszám: 29 400 Játékvezető: Anders Frisk (svéd) |

| 1997. december 10. 20:45 |

| Newcastle United      | 2–0               | Dinamo Kijiv |
| --------------------- | ----------------- | ------------ |
| Barnes 10' Pearce 21' | (2–0) Jegyzőkönyv |              |

| St. James' Park, Newcastle Nézőszám: 33 694 Játékvezető: Hellmut Krug (német) |

### D csoport
| Hely. | Csapat      | M | Gy | D | V | G+ | G– | Gk  | P  | Továbbjutás                                |     | RMA | ROS | OLY | POR |
| ----- | ----------- | - | -- | - | - | -- | -- | --- | -- | ------------------------------------------ | --- | --- | --- | --- | --- |
| 1.    | Real Madrid | 6 | 4  | 1 | 1 | 15 | 4  | +11 | 13 | Továbbjutott az egyenes kieséses szakaszba |     | —   | 4–1 | 5–1 | 4–0 |
| 2.    | Rosenborg   | 6 | 3  | 2 | 1 | 13 | 8  | +5  | 11 |                                            |     | 2–0 | —   | 5–1 | 2–0 |
| 3.    | Olimbiakósz | 6 | 1  | 2 | 3 | 6  | 14 | −8  | 5  |                                            | 0–0 | 2–2 | —   | 1–0 |     |
| 4.    | FC Porto    | 6 | 1  | 1 | 4 | 3  | 11 | −8  | 4  |                                            | 0–2 | 1–1 | 2–1 | —   |     |

| 1997. szeptember 17. 20:45 |

| Real Madrid                                      | 4–1               | Rosenborg    |
| ------------------------------------------------ | ----------------- | ------------ |
| Panucci 7' Zé Roberto 39' Raúl 43' Morientes 83' | (3–1) Jegyzőkönyv | Jakobsen 22' |

| Santiago Bernabéu Stadium, Madrid Nézőszám: 53 000 Játékvezető: Gilles Veissière (francia) |

| 1997. szeptember 17. 21:45 |

| Olimbiakósz       | 1–0               | FC Porto |
| ----------------- | ----------------- | -------- |
| Giannakopoulos 6' | (1–0) Jegyzőkönyv |          |

| OAKA Spiridon Louis, Athén Nézőszám: 75 000 Játékvezető: Puhl Sándor (magyar) |

| 1997. október 1. 20:45 |

| FC Porto | 0–2               | Real Madrid         |
| -------- | ----------------- | ------------------- |
|          | (0–1) Jegyzőkönyv | Hierro 14' Raúl 78' |

| Antas, Porto Nézőszám: 40 000 Játékvezető: Piero Ceccarini (olasz) |

| 1997. október 1. 20:45 |

| Rosenborg                                      | 5–1               | Olimbiakósz     |
| ---------------------------------------------- | ----------------- | --------------- |
| Brattbakk 13' 79' Strand 33' 43' Rushfeldt 56' | (3–0) Jegyzőkönyv | Ofori-Quaye 69' |

| Lerkendal, Trondheim Nézőszám: 16 038 Játékvezető: Hugh Dallas (skót) |

| 1997. október 22. 20:45 |

| Rosenborg                   | 2–0               | FC Porto |
| --------------------------- | ----------------- | -------- |
| Rushfeldt 10' Brattbakk 31' | (2–0) Jegyzőkönyv |          |

| Lerkendal, Trondheim Nézőszám: 17 214 Játékvezető: Nikolai Levnikov (orosz) |

| 1997. október 22. 20:45 |

| Real Madrid                                                                              | 5–1               | Olimbiakósz |
| ---------------------------------------------------------------------------------------- | ----------------- | ----------- |
| Šuker 34' (11-esből) 66' (11-esből) Morientes 44' Víctor 85' Roberto Carlos da Silva 90' | (2–1) Jegyzőkönyv | Dabizas 18' |

| Santiago Bernabéu Stadium, Madrid Nézőszám: 48 000 Játékvezető: Pierluigi Collina (olasz) |

| 1997. november 5. 20:45 |

| FC Porto  | 1–1               | Rosenborg  |
| --------- | ----------------- | ---------- |
| Jardel 8' | (1–0) Jegyzőkönyv | Strand 88' |

| Antas, Porto Nézőszám: 11 000 Játékvezető: Dermot Gallagher (angol) |

| 1997. november 5. 21:45 |

| Olimbiakósz | 0–0         | Real Madrid |
| ----------- | ----------- | ----------- |
|             | Jegyzőkönyv |             |

| OAKA Spiridon Louis, Athén Nézőszám: 55 000 Játékvezető: Hellmut Krug (német) |

| 1997. november 27. 20:45 |

| Rosenborg                | 2–0               | Real Madrid |
| ------------------------ | ----------------- | ----------- |
| Strand 42' Brattbakk 53' | (1–0) Jegyzőkönyv |             |

| Lerkendal, Trondheim Nézőszám: 19 900 Játékvezető: Paul Durkin (angol) |

| 1997. november 27. 20:45 |

| FC Porto       | 2–1               | Olimbiakósz   |
| -------------- | ----------------- | ------------- |
| Jardel 29' 52' | (1–1) Jegyzőkönyv | Georgatos 25' |

| Antas, Porto Nézőszám: 7000 Játékvezető: Michel Piraux (belga) |

| 1997. december 10. 20:45 |

| Real Madrid                                                    | 4–0               | FC Porto |
| -------------------------------------------------------------- | ----------------- | -------- |
| Hierro 5' Šuker 29' 73' (11-esből) Roberto Carlos da Silva 40' | (3–0) Jegyzőkönyv |          |

| Santiago Bernabéu Stadium, Madrid Nézőszám: 45 000 Játékvezető: Pierluigi Pairetto (olasz) |

| 1997. december 10. 21:45 |

| Olimbiakósz                   | 2–2               | Rosenborg         |
| ----------------------------- | ----------------- | ----------------- |
| Mavrogenidis 48' Đorđević 88' | (0–0) Jegyzőkönyv | Rushfeldt 49' 69' |

| OAKA Spiridon Louis, Athén Nézőszám: 21 000 Játékvezető: Günter Benkö (osztrák) |

### E csoport
| Hely. | Csapat              | M | Gy | D | V | G+ | G– | Gk | P  | Továbbjutás                                |     | BAY | PAR | BES | GOT |
| ----- | ------------------- | - | -- | - | - | -- | -- | -- | -- | ------------------------------------------ | --- | --- | --- | --- | --- |
| 1.    | Bayern München      | 6 | 4  | 0 | 2 | 13 | 6  | +7 | 12 | Továbbjutott az egyenes kieséses szakaszba |     | —   | 5–1 | 2–0 | 0–1 |
| 2.    | Paris Saint-Germain | 6 | 4  | 0 | 2 | 11 | 10 | +1 | 12 |                                            |     | 3–1 | —   | 2–1 | 3–0 |
| 3.    | Beşiktaş JK         | 6 | 2  | 0 | 4 | 6  | 9  | −3 | 6  |                                            | 0–2 | 3–1 | —   | 1–0 |     |
| 4.    | IFK Göteborg        | 6 | 2  | 0 | 4 | 4  | 9  | −5 | 6  |                                            | 1–3 | 0–1 | 2–1 | —   |     |

| 1997. szeptember 17. 20:45 |

| Bayern München       | 2–0               | Beşiktaş JK |
| -------------------- | ----------------- | ----------- |
| Helmer 3' Basler 70' | (1–0) Jegyzőkönyv |             |

| Olympiastadion, München Nézőszám: 38 000 Játékvezető: Kim Milton Nielsen (dán) |

| 1997. szeptember 17. 20:45 |

| Paris Saint-Germain                              | 3–0               | IFK Göteborg |
| ------------------------------------------------ | ----------------- | ------------ |
| N'Gotty 27' Lučić 52' (öngól) Raí 82' (11-esből) | (1–0) Jegyzőkönyv |              |

| Parc des Princes, Paris Nézőszám: 28 189 Játékvezető: Paul Durkin (angol) |

| 1997. október 1. 20:45 |

| IFK Göteborg | 1–3               | Bayern München                  |
| ------------ | ----------------- | ------------------------------- |
| Lučić 86'    | (0–2) Jegyzőkönyv | Jancker 2' Hamann 34' Élber 89' |

| Ullevi, Göteborg Nézőszám: 26 500 Játékvezető: Mario van der Ende (holland) |

| 1997. október 1. 21:45 |

| Beşiktaş JK                  | 3–1               | Paris Saint-Germain |
| ---------------------------- | ----------------- | ------------------- |
| Derelioğlu 5' 42' Sağlam 83' | (2–0) Jegyzőkönyv | Simone 66'          |

| İnönu, Isztambul Nézőszám: 31 000 Játékvezető: Günter Benkö (osztrák) |

| 1997. október 22. 21:45 |

| Beşiktaş JK   | 1–0               | IFK Göteborg |
| ------------- | ----------------- | ------------ |
| Derelioğlu 6' | (1–0) Jegyzőkönyv |              |

| İnönü, Isztambul Nézőszám: 35 000 Játékvezető: Vágner László (magyar) |

| 1997. október 22. 20:45 |

| Bayern München                          | 5–1               | Paris Saint-Germain |
| --------------------------------------- | ----------------- | ------------------- |
| Élber 4' 73' Jancker 21' 47' Helmer 51' | (2–0) Jegyzőkönyv | Simone 48'          |

| Olympiastadion, München Nézőszám: 48 000 Játékvezető: Manuel Díaz Vega (spanyol) |

| 1997. november 5. 20:45 |

| IFK Göteborg                 | 2–1               | Beşiktaş JK    |
| ---------------------------- | ----------------- | -------------- |
| Pettersson 17' Andersson 23' | (2–1) Jegyzőkönyv | Derelioğlu 44' |

| Ullevi, Göteborg Nézőszám: 14 073 Játékvezető: Armand Ancion (belga) |

| 1997. november 5. 20:45 |

| Paris Saint-Germain            | 3–1               | Bayern München |
| ------------------------------ | ----------------- | -------------- |
| Gava 17' Maurice 73' Leroy 75' | (1–1) Jegyzőkönyv | Babbel 28'     |

| Parc des Princes, Paris Nézőszám: 32 300 Játékvezető: Piero Ceccarini (olasz) |

| 1997. november 26. 21:45 |

| Beşiktaş JK | 0–2               | Bayern München        |
| ----------- | ----------------- | --------------------- |
|             | (0–2) Jegyzőkönyv | Jancker 5' Helmer 31' |

| İnönü, Isztambul Nézőszám: 26 000 Játékvezető: Urs Meier (svájci) |

| 1997. november 26. 20:45 |

| IFK Göteborg | 0–1               | Paris Saint-Germain |
| ------------ | ----------------- | ------------------- |
|              | (0–0) Jegyzőkönyv | Rabésandratana 88'  |

| Ullevi, Göteborg Nézőszám: 19 323 Játékvezető: Giorgos Bikas (görög) |

| 1997. december 10. 20:45 |

| Bayern München | 0–1               | IFK Göteborg       |
| -------------- | ----------------- | ------------------ |
|                | (0–0) Jegyzőkönyv | Babbel 50' (öngól) |

| Olympiastadion, München Nézőszám: 27 000 Játékvezető: Stefano Braschi (olasz) |

| 1997. december 10. 20:45 |

| Paris Saint-Germain | 2–1               | Beşiktaş JK |
| ------------------- | ----------------- | ----------- |
| Gava 23' Simone 58' | (1–1) Jegyzőkönyv | Özdilek 37' |

| Parc des Princes, Paris Nézőszám: 34 038 Játékvezető: Antonio Jesús López Nieto (spanyol) |

### F csoport
| Hely. | Csapat           | M | Gy | D | V | G+ | G– | Gk | P  | Továbbjutás                                |     | MON | LEV | SPO | LIE |
| ----- | ---------------- | - | -- | - | - | -- | -- | -- | -- | ------------------------------------------ | --- | --- | --- | --- | --- |
| 1.    | AS Monaco        | 6 | 4  | 1 | 1 | 15 | 8  | +7 | 13 | Továbbjutott az egyenes kieséses szakaszba |     | —   | 4–0 | 3–2 | 5–1 |
| 2.    | Bayer Leverkusen | 6 | 4  | 1 | 1 | 11 | 7  | +4 | 13 | Továbbjutott az egyenes kieséses szakaszba |     | 2–2 | —   | 4–1 | 1–0 |
| 3.    | Sporting CP      | 6 | 2  | 1 | 3 | 9  | 11 | −2 | 7  |                                            |     | 3–0 | 0–2 | —   | 2–1 |
| 4.    | Lierse SK        | 6 | 0  | 1 | 5 | 3  | 12 | −9 | 1  |                                            | 0–1 | 0–2 | 1–1 | —   |     |

| 1997. szeptember 17. 19:45 |

| Sporting CP                     | 3–0               | AS Monaco |
| ------------------------------- | ----------------- | --------- |
| Oceano 6' Hadzsí 8' Machado 65' | (2–0) Jegyzőkönyv |           |

| José Alvalade, Lisszabon Nézőszám: 27 000 Játékvezető: Urs Meier (svájci) |

| 1997. szeptember 17. 20:45 |

| Bayer Leverkusen        | 1–0               | Lierse |
| ----------------------- | ----------------- | ------ |
| Beinlich 40' (11-esből) | (1–0) Jegyzőkönyv |        |

| Ulrich-Haberland-Stadion, Leverkusen Nézőszám: 22 500 Játékvezető: Stefano Braschi (olasz) |

| 1997. október 1. 20:45 |

| Lierse      | 1–1               | Sporting CP |
| ----------- | ----------------- | ----------- |
| Huistra 88' | (0–0) Jegyzőkönyv | Machado 86' |

| Herman Vanderpoortenstadion, Lier Nézőszám: 10 000 Játékvezető: Piller Sándor (magyar) |

| 1997. október 1. 20:45 |

| AS Monaco                    | 4–0               | Bayer Leverkusen |
| ---------------------------- | ----------------- | ---------------- |
| Henry 30' 84' Ikpeba 73' 90' | (1–0) Jegyzőkönyv |                  |

| Stade Louis II, Monaco Nézőszám: 7000 Játékvezető: David Elleray (angol) |

| 1997. október 22. 20:45 |

| AS Monaco                                          | 5–1               | Lierse       |
| -------------------------------------------------- | ----------------- | ------------ |
| Henry 31' Collins 51' Ikpeba 66' Trezeguet 87' 90' | (1–0) Jegyzőkönyv | Van Meir 60' |

| Stade Louis II, Monaco Nézőszám: 7000 Játékvezető: Terje Hauge (norvég) |

| 1997. október 22. 19:45 |

| Sporting CP | 0–2               | Bayer Leverkusen         |
| ----------- | ----------------- | ------------------------ |
|             | (0–0) Jegyzőkönyv | Beinlich 70' Emerson 82' |

| José Alvalade, Lisszabon Nézőszám: 35 000 Játékvezető: Sergei Khusainov (orosz) |

| 1997. november 5. 20:45 |

| Lierse | 0–1               | AS Monaco  |
| ------ | ----------------- | ---------- |
|        | (0–0) Jegyzőkönyv | Ikpeba 75' |

| Herman Vanderpoortenstadion, Lier Nézőszám: 7000 Játékvezető: Leif Sundell (svéd) |

| 1997. november 5. 20:45 |

| Bayer Leverkusen                    | 4–1               | Sporting CP |
| ----------------------------------- | ----------------- | ----------- |
| Emerson 16' 73' Rink 84' Frýdek 90' | (1–1) Jegyzőkönyv | Hadzsí 44'  |

| Ulrich-Haberland-Stadion, Leverkusen Nézőszám: 22 500 Játékvezető: Ahmet Çakar (török) |

| 1997. november 26. 20:45 |

| AS Monaco                   | 3–2               | Sporting CP                |
| --------------------------- | ----------------- | -------------------------- |
| Trezeguet 65' Henry 75' 90' | (0–2) Jegyzőkönyv | Oceano 31' Luis Miguel 37' |

| Stade Louis II, Monaco Nézőszám: 9287 Játékvezető: José María García-Aranda (spanyol) |

| 1997. november 26. 20:45 |

| Lierse | 0–2               | Bayer Leverkusen        |
| ------ | ----------------- | ----------------------- |
|        | (0–0) Jegyzőkönyv | Kirsten 55' Emerson 67' |

| Herman Vanderpoortenstadion, Lier Nézőszám: 8000 Játékvezető: Graham Poll (angol) |

| 1997. december 10. 19:45 |

| Sporting CP             | 2–1               | Lierse        |
| ----------------------- | ----------------- | ------------- |
| Ramírez 46' Marioni 67' | (0–1) Jegyzőkönyv | Haagdoren 27' |

| José Alvalade, Lisszabon Nézőszám: 10 000 Játékvezető: Leslie Irvine (északír) |

| 1997. december 10. 20:45 |

| Bayer Leverkusen        | 2–2               | AS Monaco            |
| ----------------------- | ----------------- | -------------------- |
| Beinlich 29' Meijer 57' | (1–0) Jegyzőkönyv | Pignol 63' Henry 81' |

| Ulrich-Haberland-Stadion, Leverkusen Nézőszám: 22 500 Játékvezető: Pierluigi Collina (olasz) |

### Második helyezettek sorrendje
| Hely. | Cs | Csapat              | M | Gy | D | V | G+ | G– | Gk | P  | Továbbjutás                                |
| ----- | -- | ------------------- | - | -- | - | - | -- | -- | -- | -- | ------------------------------------------ |
| 1.    | F  | Bayer Leverkusen    | 6 | 4  | 1 | 1 | 11 | 7  | +4 | 13 | Továbbjutott az egyenes kieséses szakaszba |
| 2.    | B  | Juventus            | 6 | 4  | 0 | 2 | 12 | 8  | +4 | 12 | Továbbjutott az egyenes kieséses szakaszba |
| 3.    | E  | Paris Saint-Germain | 6 | 4  | 0 | 2 | 11 | 10 | +1 | 12 |                                            |
| 4.    | D  | Rosenborg           | 6 | 3  | 2 | 1 | 13 | 8  | +5 | 11 |                                            |
| 5.    | C  | PSV Eindhoven       | 6 | 2  | 3 | 1 | 9  | 8  | +1 | 9  |                                            |
| 6.    | A  | Parma               | 6 | 2  | 3 | 1 | 6  | 5  | +1 | 9  |                                            |